# Arcos (Braga)
Arcos era una freguesia portuguesa del municipio de Braga, distrito de Braga.

## Historia
Atravesada por el río Arcos, que le da nombre, la antigua freguesia formó parte de la de Nogueira hasta que fue independizada a efectos administrativos en 1891.
Fue suprimida el 28 de enero de 2013, en aplicación de una resolución de la Asamblea de la República portuguesa promulgada el 16 de enero de 2013 al unirse con la freguesia de Lomar, formando la nueva freguesia de Lomar e Arcos.

## Patrimonio
En el patrimonio histórico artístico de Arcos pueden señalarse la iglesia matriz, el crucero del largo del Centro Cívico, la Casa das Bouças, del siglo XVIII, y la casa de la vizcondesa Gramossa.